# Гумберт V де Божё
Умберт V де Божё (Humbert V de Beaujeu; 1198—1250) — сеньор де Божё (с 1216), коннетабль Франции во время крестового похода короля Франции Людовика IX.
Сын Гишара IV де Божё и Сибиллы, дочери графа Фландрии Балдуина V, сестры королевы Изабеллы де Эно. Двоюродный брат короля Людовика VIII, племянник императоров Латинской империи Балдуина и Генриха де Эно.
Вместе с королём участвовал в крестовом походе против альбигойцев, после его смерти (8 ноября 1226) возглавил войско и был назначен первым губернатором Лангедока.
Чтобы поправить расстроенные военными расходами финансы, заложил графу Амадею Савойскому сеньории Вирьё, Шатонёф, Кордон и Бондоньер за 2500 вьенских ливров.
В 1232 году в Константинополе участвовал в коронации своего племянника Балдуина II де Куртене короной императора Латинской империи.
Чтобы покончить со старой распрей, в 1239 году выдал свою дочь Изабеллу за сына графа Форе, дав за ней в приданое сеньорию Гранри и 1000 марок серебра.
В 1247 г. вместе с королём Людовиком Святым отправился в крестовый поход в Египет и в 1248 году был назначен коннетаблем.
Умер в Сирии 21 мая, 25 июля или 1 августа 1250 года. Похоронен в Клюни.
Жена (брачный контракт от 18.07.1218, свадьба 22.09.1219) — Маргарита де Баже, дама де Мирибель, дочь Ги I, сеньора де Баже. Дети:
- Гишар V (ум. 8 или 9 мая 1265), сеньор де Божё;
- Изабелла (1225—1297), с 1265 дама де Божё, жена графа Рено де Форе;
- Сибилла (1220—1249), жена Эймара III де Пуатье-Валентинуа;
- Беатриса, жена Роберта де Монгаскона;
- Маргарита (ум. 1260, жена Беро де ла Мот-Сен-Жана.